# میشل جونز
میشل جونز از زمین ۶۱۶ (به انگلیسی: Michelle Jones) معروف به ام جی یک شخصیت داستانی است که توسط زندیا در دنیای سینمایی مارول به تصویر کشیده شده‌است. «ام جی» بر اساس شخصیت مری جین واتسون اثر استن لی و جان رومیتا و استیو دیتکو ساخته شده ‌است.
از فیلم‌هایی که زندیا در نقش «ام جی» بازی کرده‌است می‌توان به مرد عنکبوتی: بازگشت به خانه (۲۰۱۷)، مرد عنکبوتی: دور از خانه (۲۰۱۹) و مرد عنکبوتی: راهی به خانه نیست (۲۰۲۱) اشاره کرد.